# 古里 (藏南)
古里（藏語：མགོ་གླིང།，罗马字母拼写：Goling，英语：Goiliang）印度阿鲁纳恰尔邦安娇县的一个乡村，该地区属于中华人民共和国与印度领土争议地区，中国将其划归西藏自治区林芝市察隅县管辖，是中华人民共和国民政部第二批增补藏南地区公开使用地名中的一个。 